# Penichrophorus bogotensis
Penichrophorus bogotensis är en insektsart som beskrevs av Richter. Penichrophorus bogotensis ingår i släktet Penichrophorus och familjen hornstritar. Inga underarter finns listade i Catalogue of Life.